# Anerood Jugnauth
Anerood Jugnauth (ur. 29 marca 1930 w Vacoas-Phoenix, zm. 3 czerwca 2021 w Curepipe) – maurytyjski polityk, trzykrotny premier Mauritiusa w latach 1982–1995, 2000–2003 oraz 2014–2017, prezydent tego kraju od 7 października 2003 do 31 marca 2012.

## Życiorys
Anerood Jugnauth kształcił się w szkołach Roman Catholic Aided School oraz Regent College Quatre Bornes, po czym rozpoczął studia prawnicze. W 1954 rozpoczął praktykę adwokacką. 
W 1963 został po raz pierwszy wybrany w skład Zgromadzenia Legislacyjnego, w którym zasiadał do 1967. W skład parlamentu wchodził również w latach 1976–1995 oraz 2000–2003. W latach 1965–1967 pełnił funkcję ministra stanu ds. rozwoju, a w 1967 funkcję ministra pracy w gabinecie premiera Seewoosagura Ramgoolama. 
W 1970 wstąpił do Walczącego Ruchu Mauritiusa (Mouvement Militant Mauricien, MMM). W latach 1973–1982 stał na jego czele, a od 1976 do 1982 pełnił również funkcję lidera opozycji. 16 czerwca 1982, po wygranej MMM w wyborach, objął stanowisko szefa rządu, które zajmował do 22 grudnia 1995. W 1983 wystąpił z MMM i założył własne ugrupowanie, Socjalistyczny Ruch Mauritiusa (Mauritian Socialist Movement, MSM). Od 17 września 2000 do 30 września 2003 po raz drugi zajmował stanowisko premiera. 
7 października 2003 został wybrany przez Zgromadzenie Narodowe na urząd prezydenta Mauritiusa. Przewodnictwo w partii przekazał synowi, Pravindowi Jugnauthowi. 19 września 2008 został jednogłośnie wybrany przez parlament na drugą 5-letnią kadencję.
30 marca 2012 ogłosił swoją rezygnację ze stanowiska prezydenta, obowiązującą z dniem kolejnym. Powodem złożenia urzędu był brak akceptacji dla polityki rządu Navina Ramgoolama. Zapowiedział przejście do opozycji i powrót do szeregów MSM. Partia ta w sierpniu 2011 opuściła szeregi koalicji z powodu postawienia zarzutów korupcyjnych jej członkowi, ministrowi zdrowia. 31 marca 2012 obowiązki prezydenta przejęła wiceprezydent Monique Ohsan-Bellepeau. 
W wyborach parlamentarnych 10 grudnia 2014 koalicja pod jego przewodnictwem zdobyła 51 z 69 mandatów, a 17 grudnia 2014 Jugnauth objął po raz trzeci stanowisko premiera. 21 stycznia 2017 ogłosił swoją rezygnację ze stanowiska szefa rządu na rzecz syna i ministra finansów w jego gabinecie, Pravinda Jugnautha, który objął urząd 23 stycznia 2017.